# El Mirador, Chichiquila
El Mirador är en ort i Mexiko.   Den ligger i kommunen Chichiquila och delstaten Puebla, i den sydöstra delen av landet, 220 km öster om huvudstaden Mexico City. El Mirador ligger 2 040 meter över havet och antalet invånare är 446.
Terrängen runt El Mirador är kuperad söderut, men norrut är den bergig. Runt El Mirador är det ganska glesbefolkat, med 36 invånare per kvadratkilometer. Närmaste större samhälle är Huatusco de Chicuellar, 14,8 km sydost om El Mirador. I omgivningarna runt El Mirador växer huvudsakligen savannskog.